# Burwell, Nebraska
Burwell är administrativ huvudort i Garfield County i Nebraska. Enligt 2020 års folkräkning hade Burwell 1 087 invånare.